# Festival de Curtas-Metragens de Edimburgo
Festival de Curtas-Metragens de Edimburgo (em inglês: Edinburgh Short Film Festival) é um festival de cinema, criado em 2011 e realizado anualmente na cidade de Edimburgo, na Escócia, Reino Unido.